# Szymon Wąsowicz
Szymon Wąsowicz (ur. 17 października 1968 w Czechowicach-Dziedzicach) – polski matematyk zajmujący się analizą matematyczną, analizą wypukłą, równaniami i nierównościami funkcyjnymi oraz zagadnieniem stabilności w sensie Hyersa-Ulama; doktor habilitowany nauk matematycznych, profesor Akademii Techniczno-Humanistycznej w Bielsku-Białej. Autor bloga Być matematykiem. 

## Życiorys
Absolwent I Liceum Ogólnokształcącego im. Mikołaja Kopernika w Bielsku-Białej. Studia matematyczne ukończył w 1992 na Uniwersytecie Śląskim w Katowicach, gdzie również doktoryzował się w 1997 na podstawie rozprawy Twierdzenia o selekcjach a twierdzenia o oddzielaniu napisanej pod kierunkiem Kazimierza Nikodema. Tamże w 2011 uzyskał habilitację na podstawie rozprawy Wybrane własności uogólnionych funkcji wypukłych. Członek Polskiego Towarzystwa Matematycznego.